# 돌 균형잡기

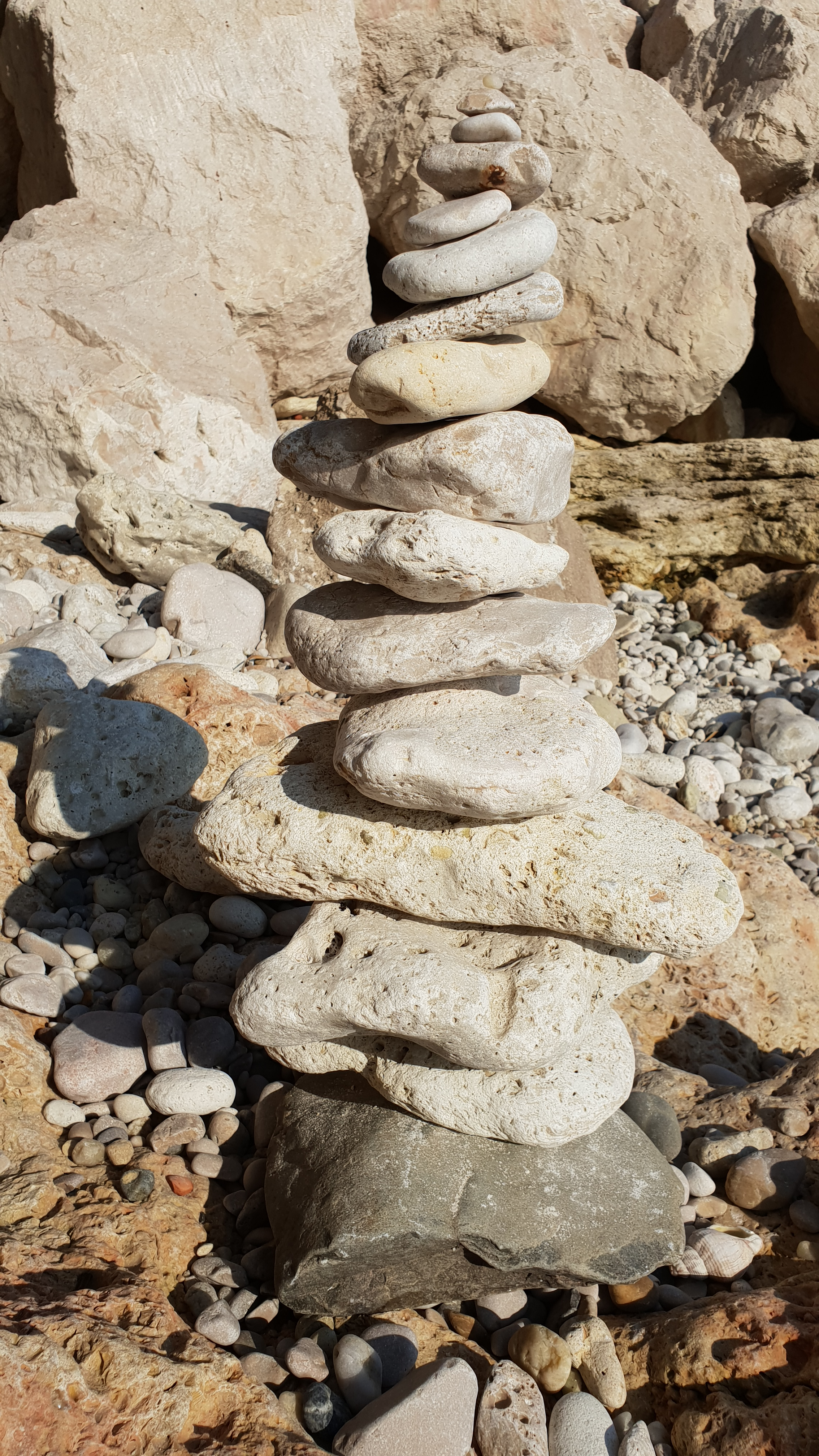
프랑스 Bouches-du-Rhône, Sausset-les-Pins에 있는 돌무더기

돌 균형잡기(스톤 밸런싱, Stone balancing) 또는 바위 균형잡기(락 밸런싱, Rock balancing)는 접착제나 와이어, 지지대 등의 도움 없이도 쌓은 돌이 자연스럽게 균형을 잡고 서 있을 수 있게끔 하는 예술이자 수행법, 취미이다. 돌 균형잡기로 만들어진 돌무더기의 수는 최근 급격히 늘어 하이킹하는 사람들 잘못된 길로 인도하고, 토양을 침식에 노출시킬 뿐더러, 미적으로도 경관을 망치고 아무 역할도 수행하지 않는다는 점에서 환경 보호 활동가들에게 근심을 안기고 있다.

## 설명
돌 균형잡기는 보는 이의 해석에 따라 행위 예술, 구경거리 또는 마음챙김 명상과 같은 수행의 일환이 될 수도 있다. 하지만 본질적으로는 돌 균형잡기는 인내심과 기민성을 갖고, 물리적으로 불가능해 보이지만 실제로는 단순히 엄청 구현하기 힘들 뿐인 모습으로 돌을 조합하고 배치하는 작업을 말하는 것이다.
돌 균형잡기는 문제 해결의 한 유형으로 설명되기도 하며, 어떤 예술가들은 의식(awareness)의 기술이라 설명하기도 한다. 정신을 위한 마술 트릭으로 설명되는 작품도 있다. 다른 독립적인 거리 예술과 마찬가지로 일부 돌무더기는 보는 이가 거의 혹은 전혀 없는 외딴 지역에 설치될 수도 있다. 이정표로 사용되기도 하는 케언(cairn, 돌무지)는 돌무더기라는 점에서 비슷하지만, 스톤 밸런싱 작품보다는 보통 보다 내구성이 있다.

## 스타일
- 락 스태킹(Rock stacking) – 납작한 돌을 평평하게 쌓아 높이는 방식
- 클래식 밸런스(Classic balance) – 각각의 바위가 일렬로 균형을 이루는 방식
- 상호 균형(Counterbalance) – 하부 암석이 균형을 유지하기 위해 상부 암석의 무게에 의존하는 방식
- 아치(Arch) – 돌이 공간에 걸쳐 구조를 형성하는 방식. 옛날 돌다리와 유사하다.
- 프리 스타일(Free style) – 앞에서 설명한 방식 중 두 가지 이상을 조합한 방식

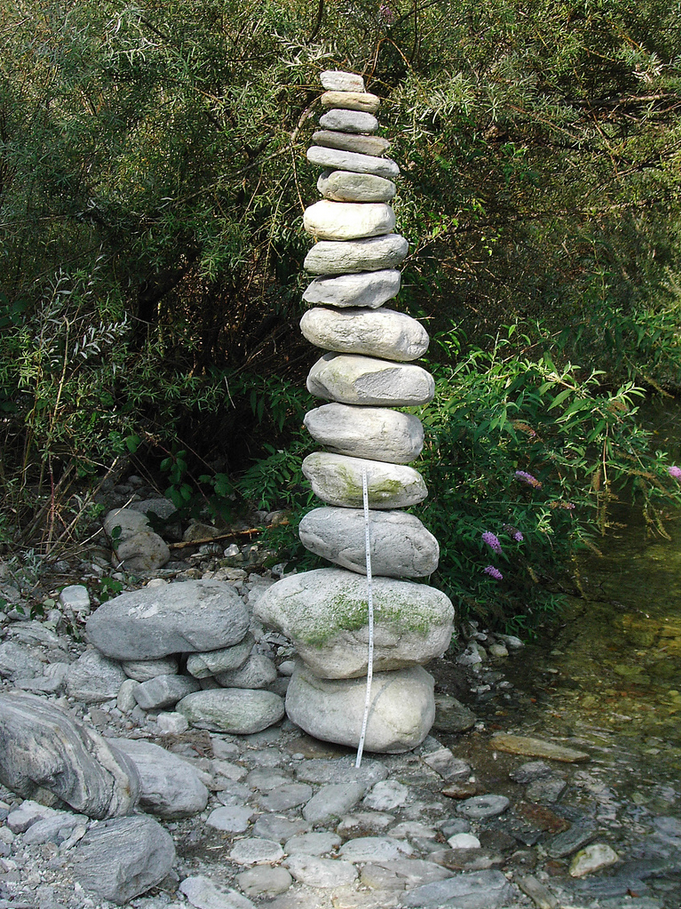
Rock stacking
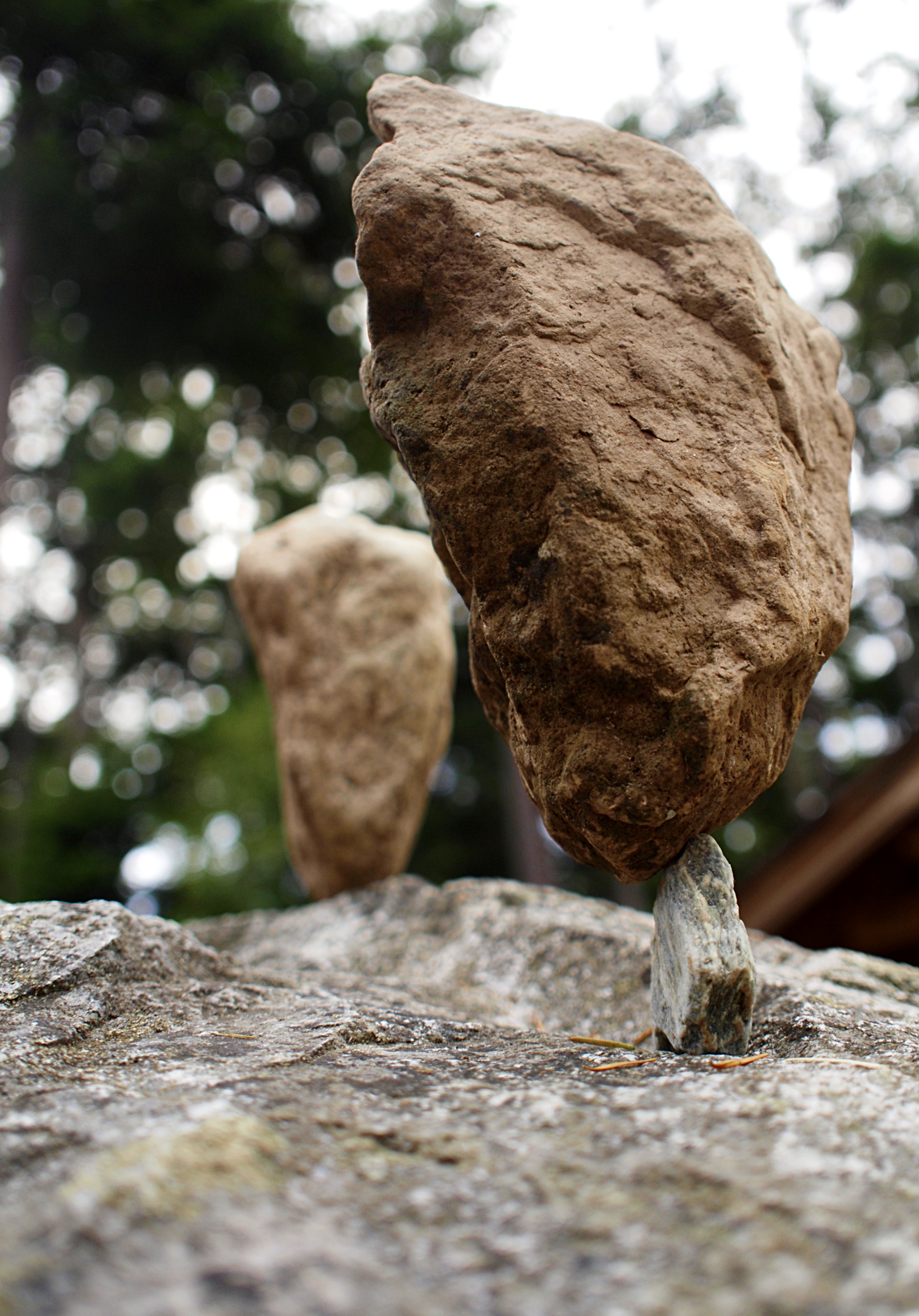
Classic balance
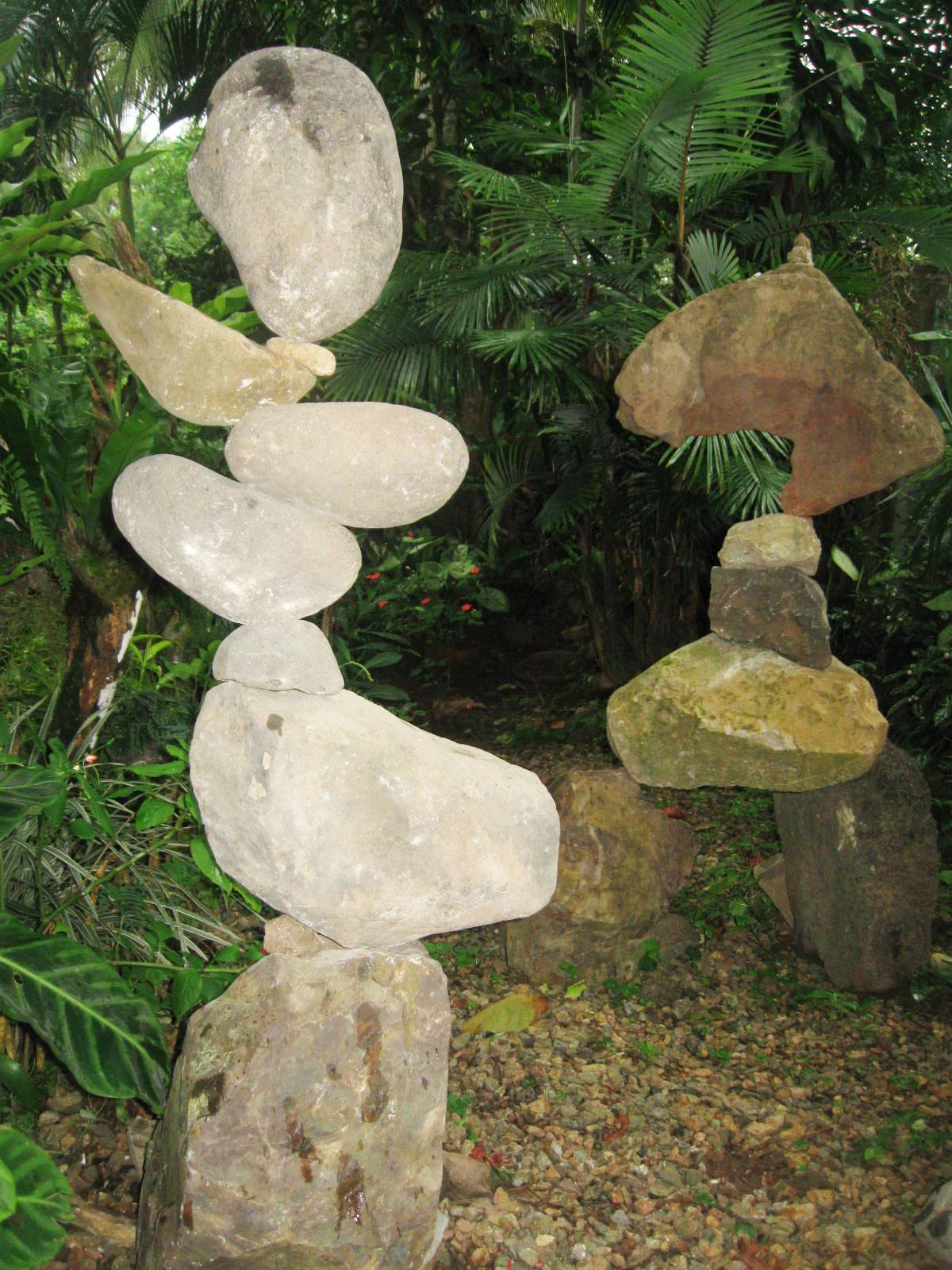
Free style (상호 균형과 클래식 밸런스)
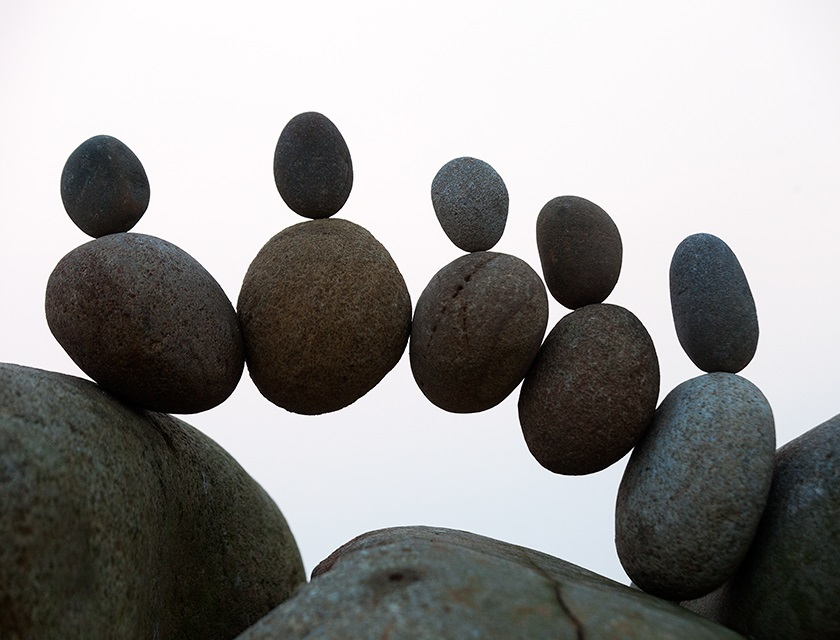
아치 (자세히는 클래식 밸런스를 곁들였다.)

## 유명한 예술가
- Adrian Gray, 스톤 밸런싱과 사진을 전문으로 하는 영국인 예술가
- Andy Goldsworthy, 스톤 밸런싱을 자신의 "Collaborations with Nature"의 부분 집합으로 여기는 예술가
- Bill Dan, 미국인 예술가
- Michael Grab, 균형 예술가 겸 사진 작가, 캐나다 앨버타 출생[4]

## 갤러리

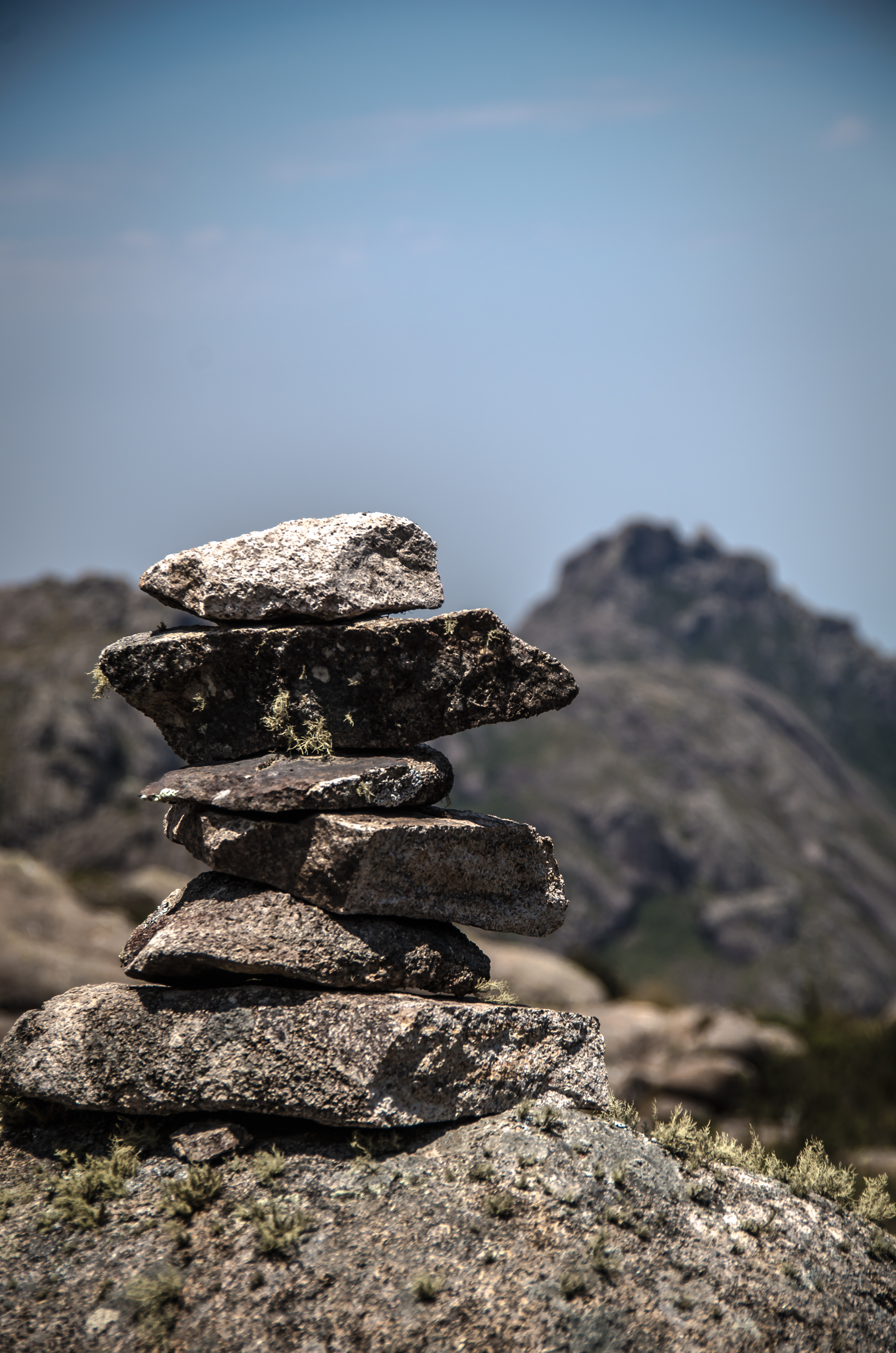
브라질
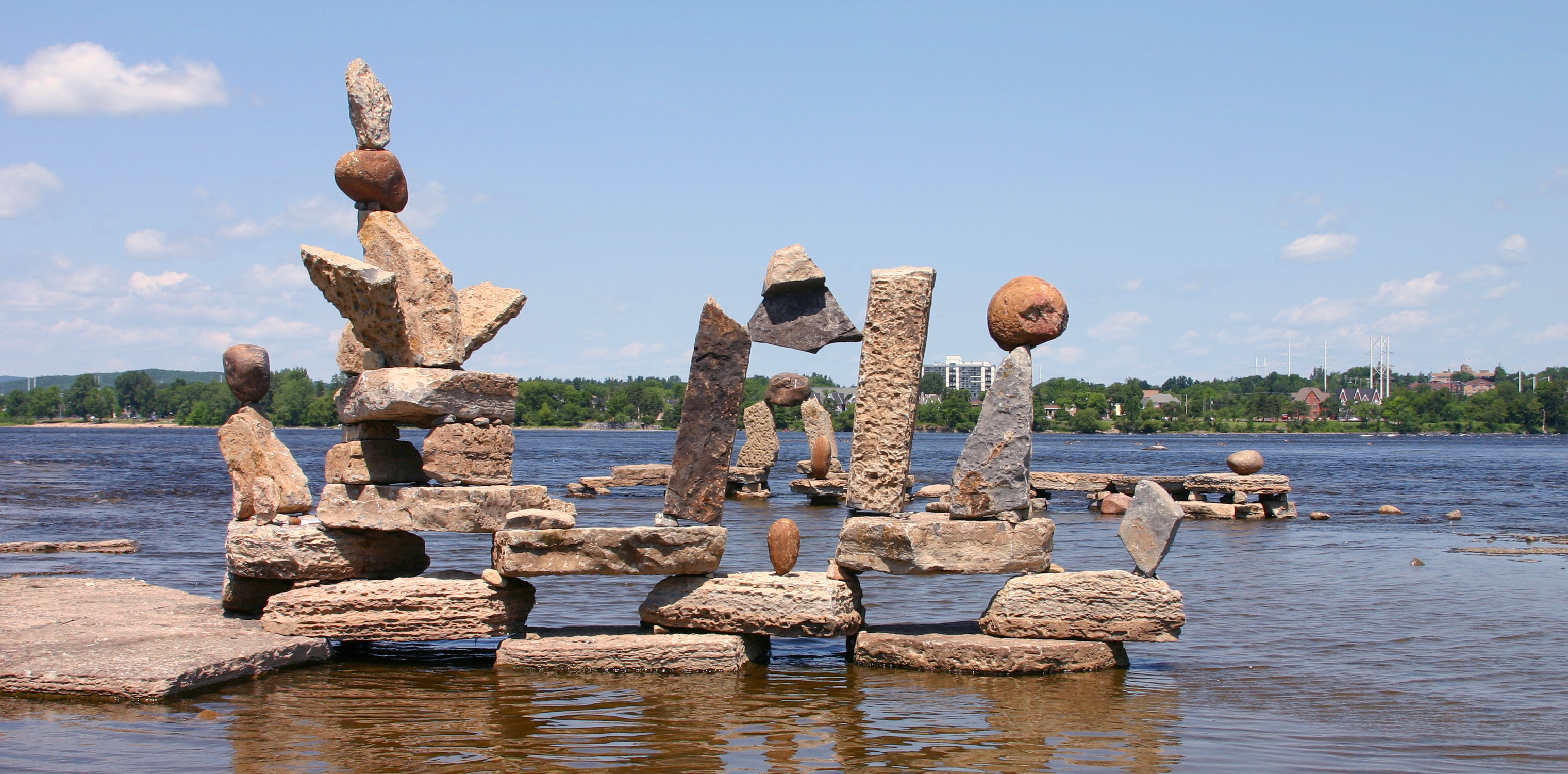
캐나다
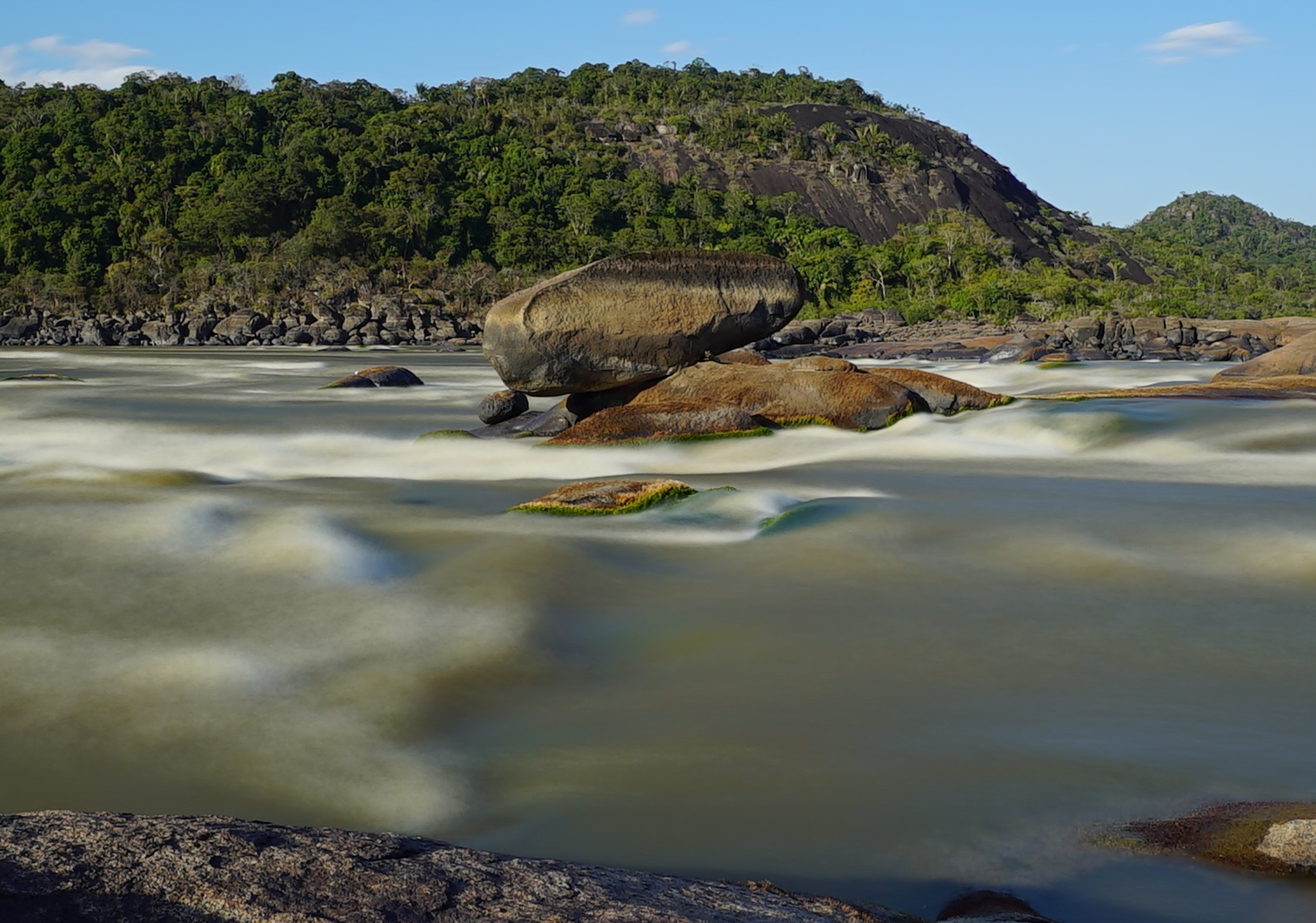
콜롬비아 (El Tuparro National Park에 자연적으로 형성)
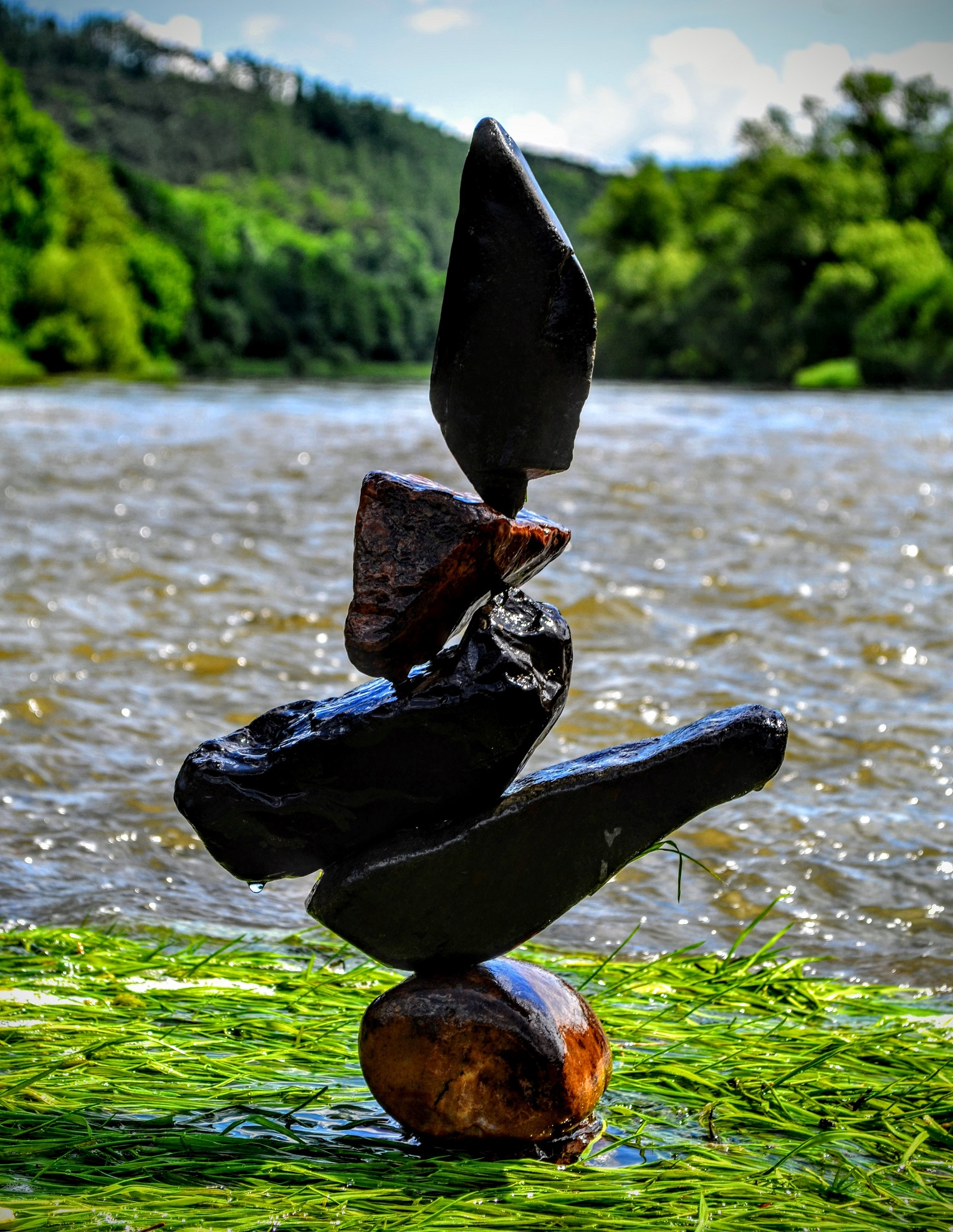
체코
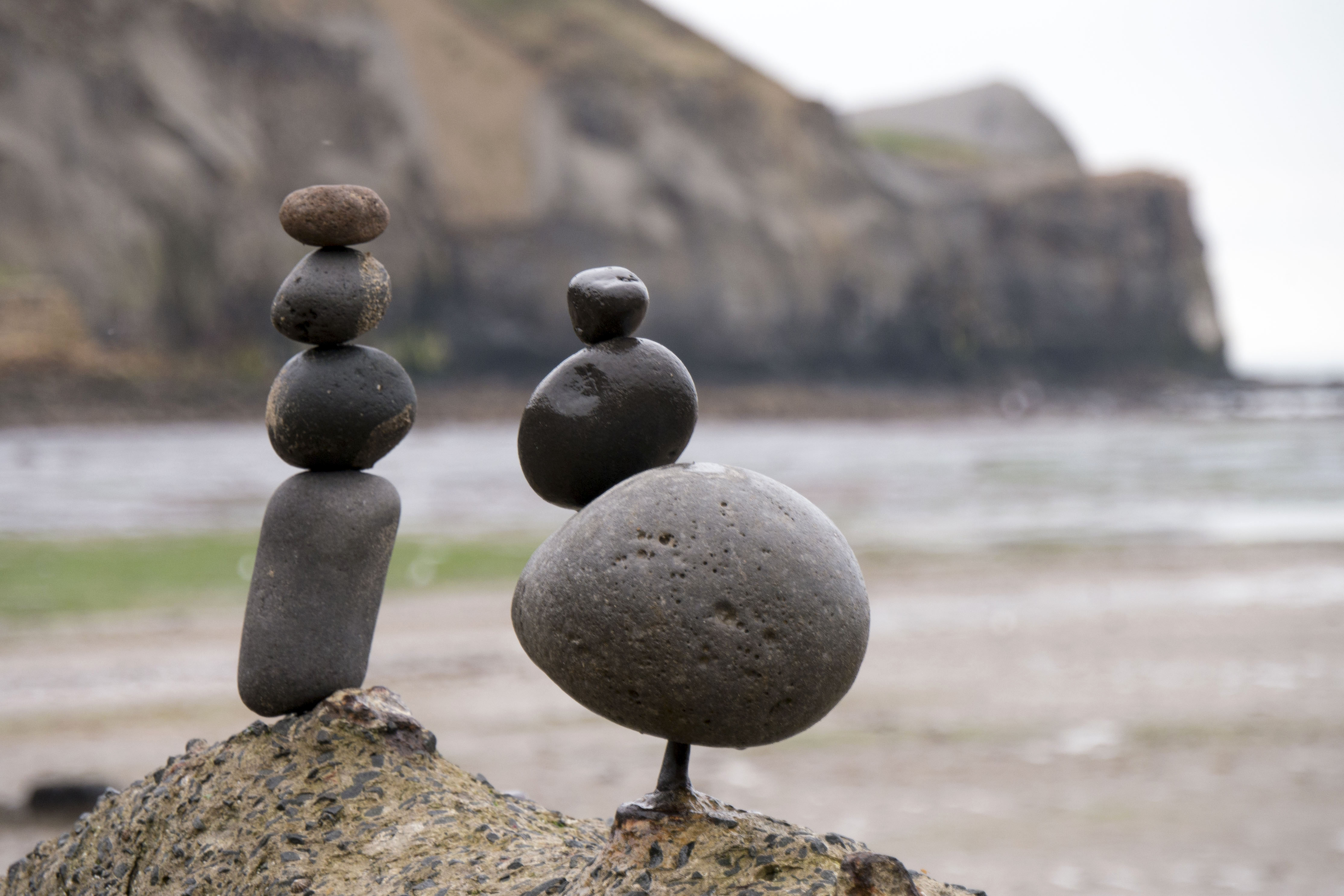
영국
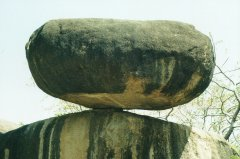
인도
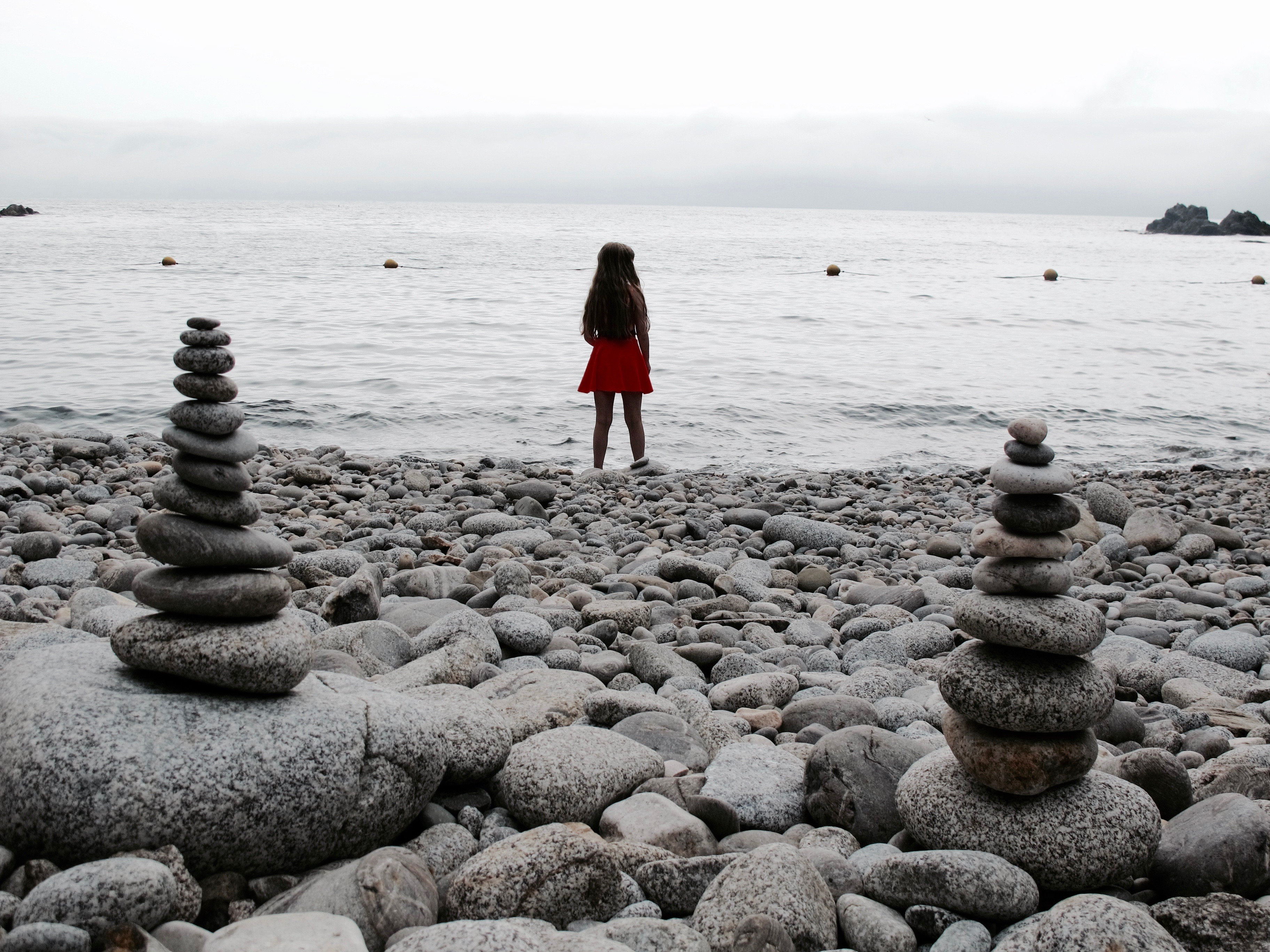
스페인
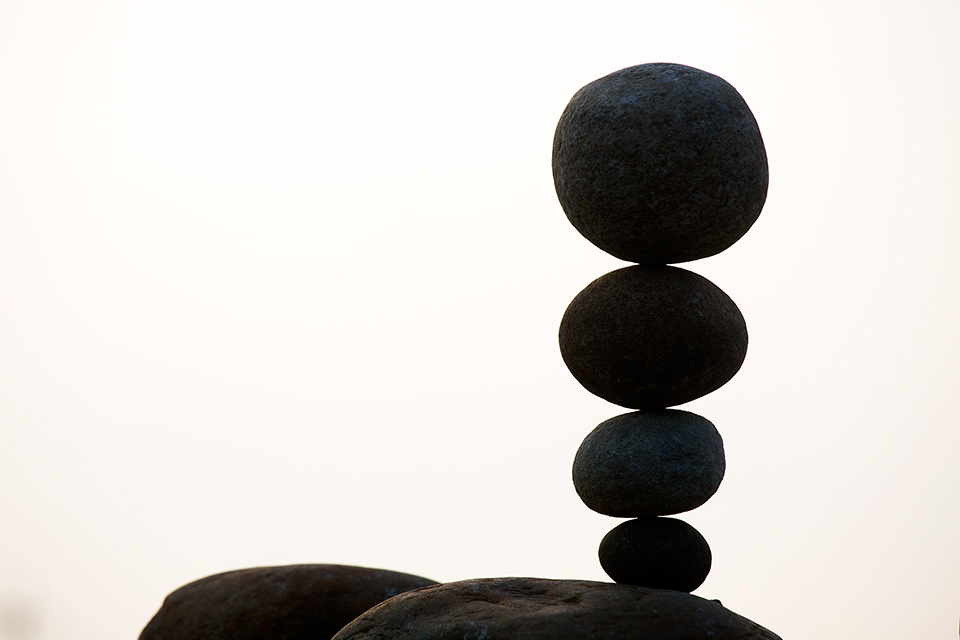
타이완(대만)
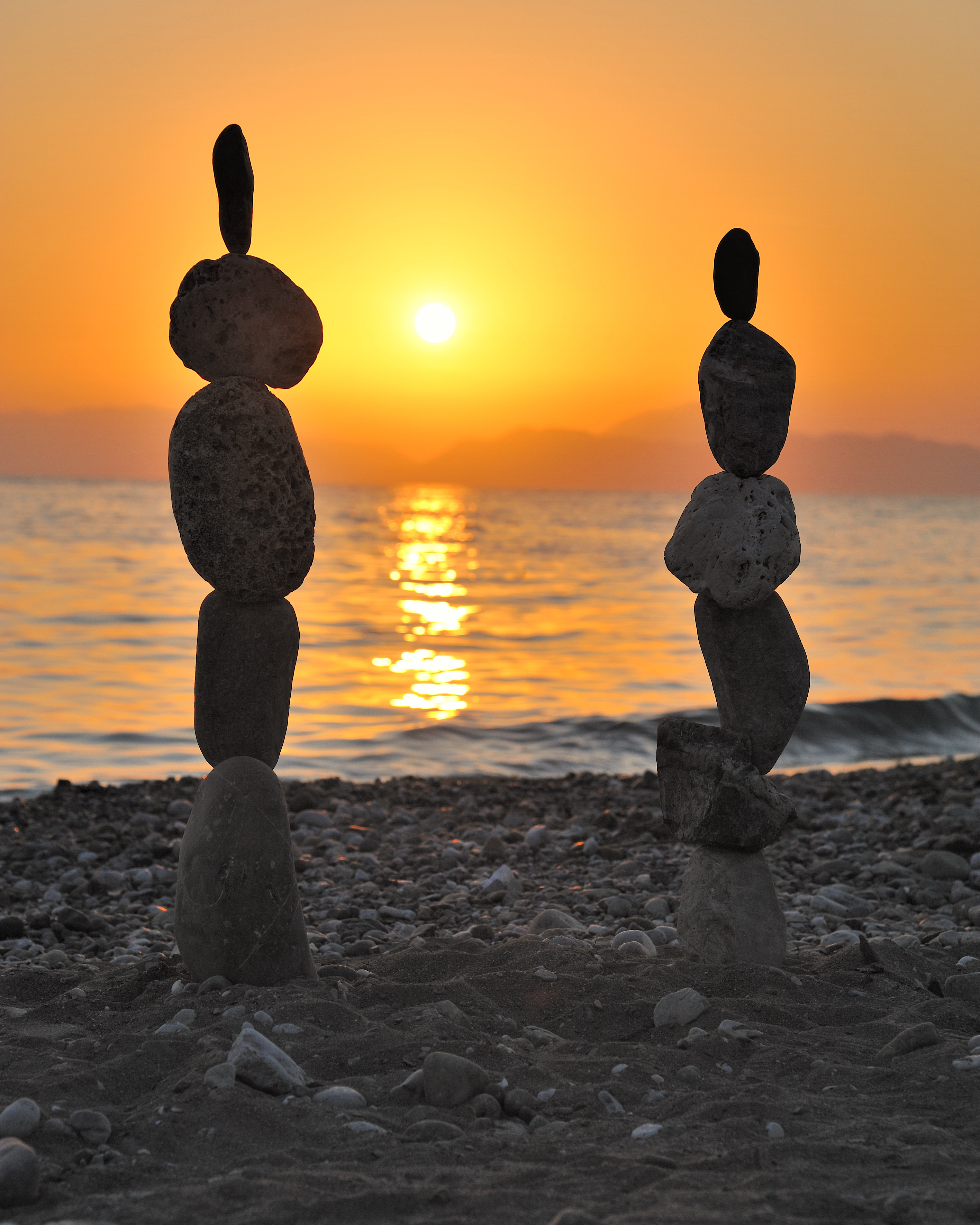
터키
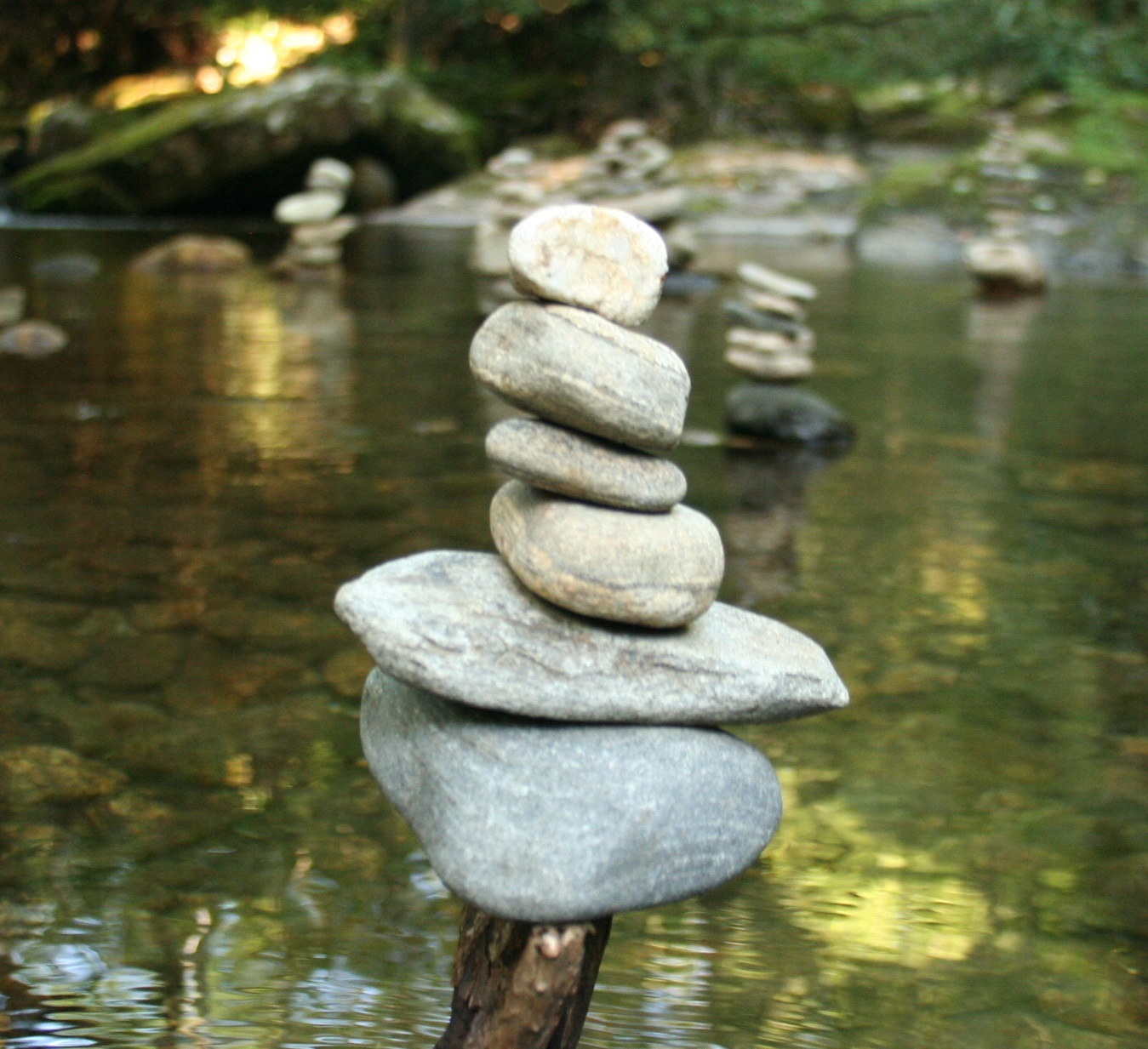
미국
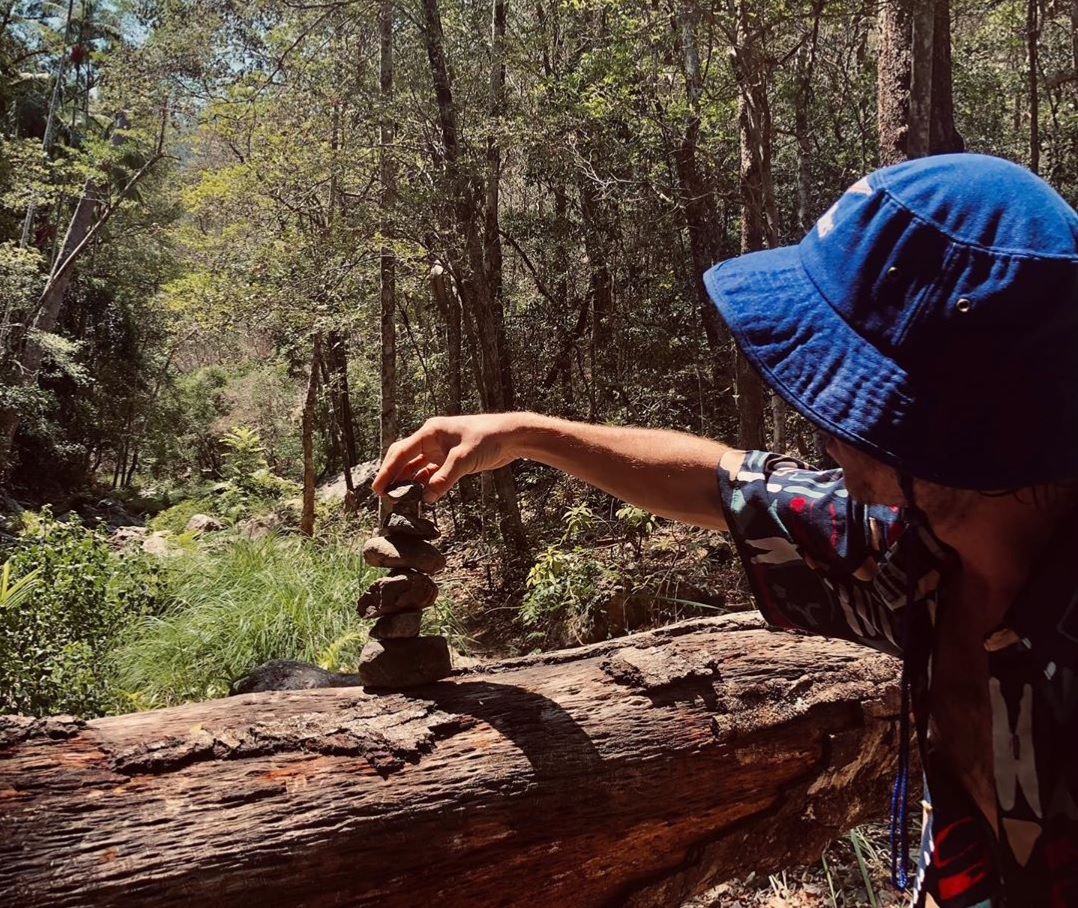
호주
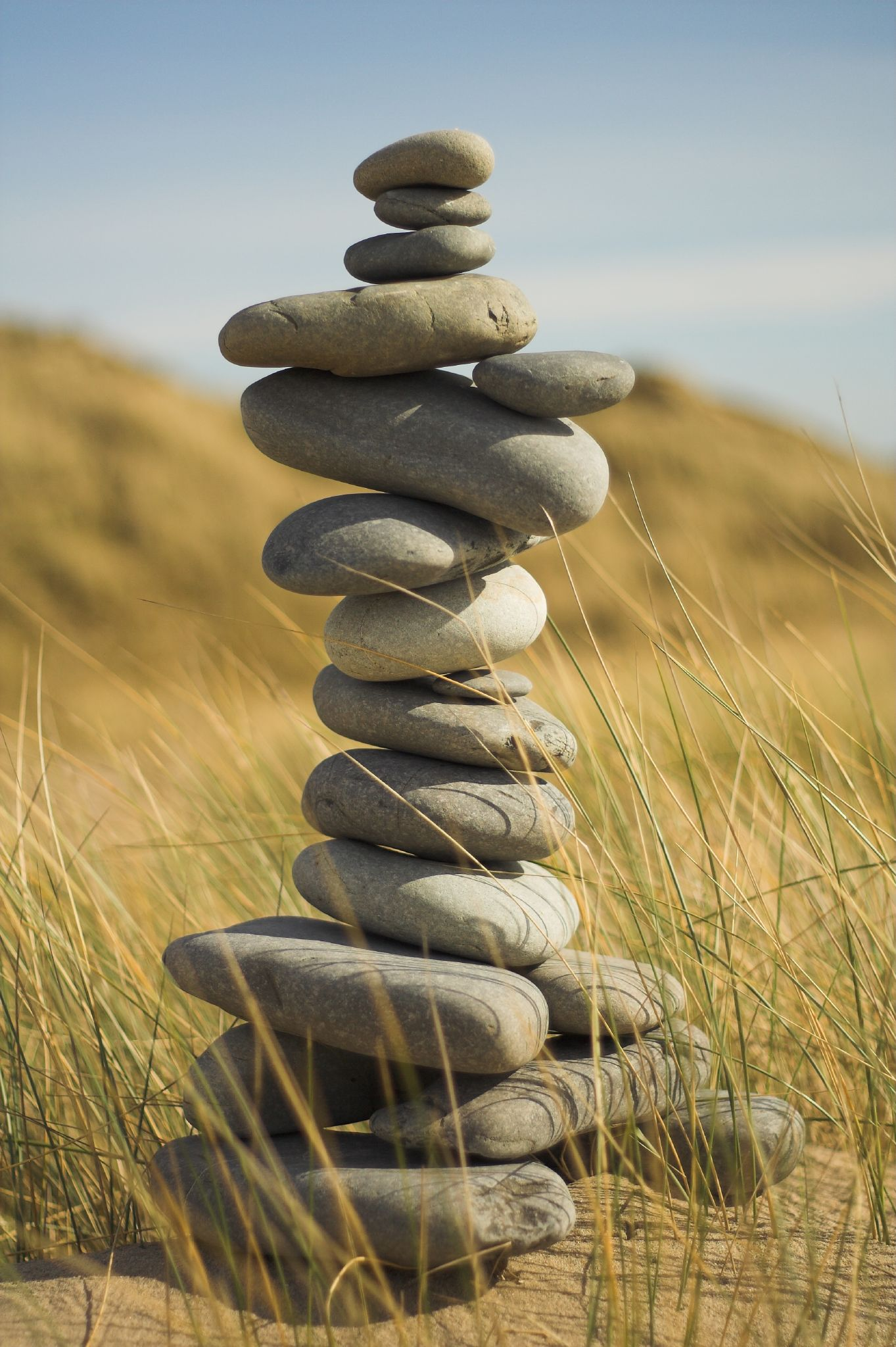
영국

## 같이 보기
- 거리 미술
- 얀 바밍
- 환경 예술
- 젠가
- 돌탑
- 균형 바위